# Torre dei Pazzi di Valdarno
La Torre dei Pazzi di Valdarno si trova in Borgo degli Albizi 30/r (anche se dà su piazza San Pier Maggiore) a Firenze.

## Storia e descrizione
I Pazzi di Valdarno (da non confondere con i Pazzi della congiura contro i Medici) erano una famiglia ghibellina, che ebbe più fortuna a Siena che non a Firenze. Dante ricorda un loro componente tra i traditori della patria, Camicione de' Pazzi.
L'edificio costituisce un compatto corpo di fabbrica a lato dell'arco di San Pierino e della casa degli Albizi, davanti ai resti dell'antica chiesa di San Pier Maggiore. Per quanto presenti uno scudo con l'arme degli Albizi (di nero, a due cerchi concentrici d'oro), è indicato dalla letteratura come appartenente originariamente alla famiglia dei Pazzi di Valdarno. 
Squadrato dopo la vittoria dei Guelfi, rimaneggiato dagli Albizi e quindi alterato per ragioni di abitabilità aprendo ampie finestre, presenta tuttavia ancora l'aspetto di una torre trecentesca, con qualche rara buca pontaia ai piani superiori caratterizzati dal tipico filaretto in pietra, mentre il piano inferiore propone le consuete bozze squadrate a vista.

## Bibliografia

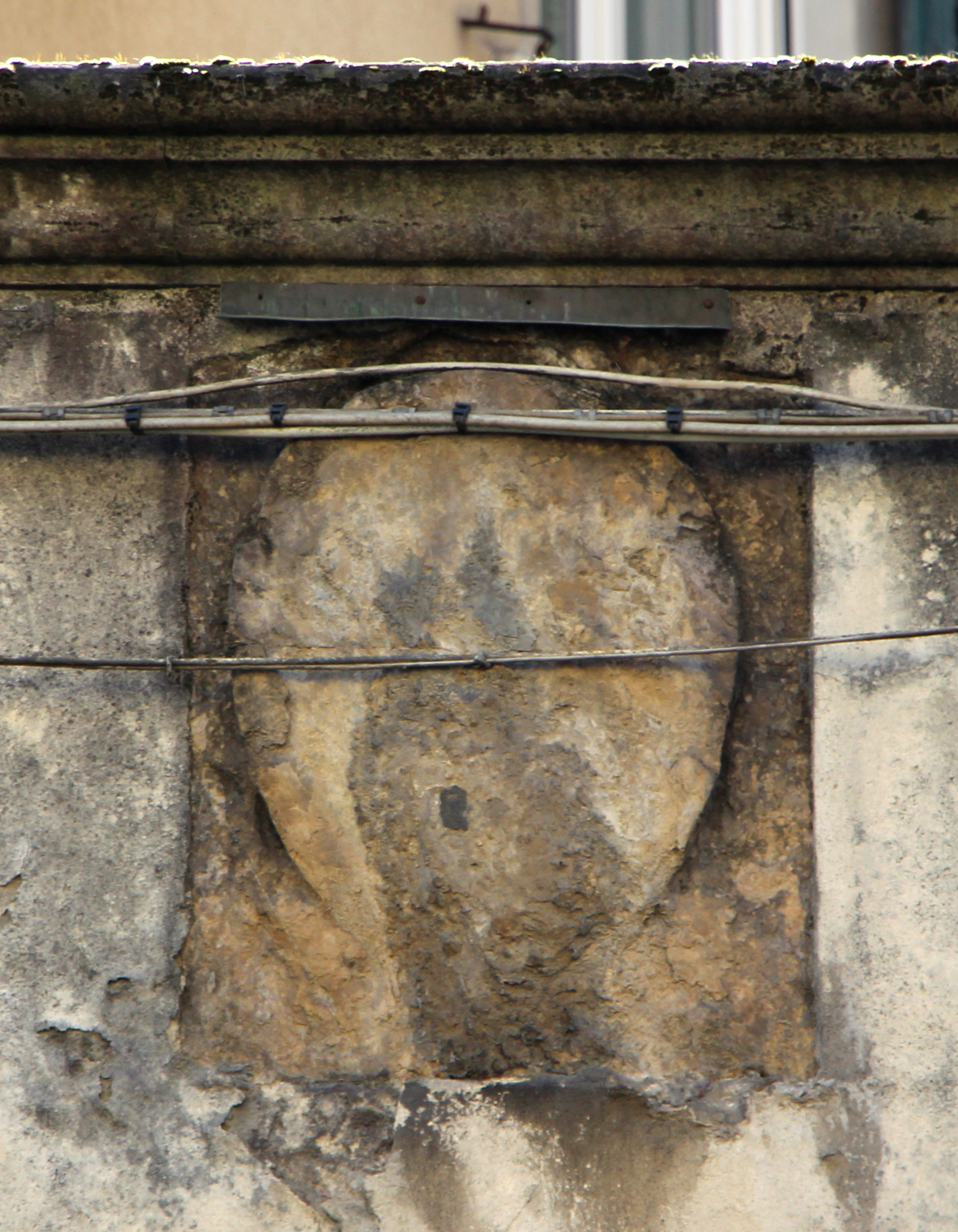
Stemma oggi illeggibile, ma documentato come dei Pazzi di Valdarno, sulla volta di San Pierino, lato via dell'Oriuolo